# The Heart of a Woman
The Heart of a Woman é uma autobiografia da escritora americana Maya Angelou lançada em 1981. O livro é o quarto volume da série de sete obras autobiográficas. The Heart of a Woman relata eventos de sua vida entre os anos de 1957 a 1962, e segue suas viagens para a Califórnia, Nova Iorque, Cairo e Gana enquanto ela cria seu filho adolescente, até se tornar uma autora publicada e ativa no movimento pelos direitos civis dos negros ao ter um envolvimento amoroso com um lutador anti-apartheid sul-africano. Uma das temáticas mais importantes do livro é a maternidade, no qual a escritora abordou esse processo desde o nascimento da criança até seu ingresso na faculdade. Por fim, a obra termina com Angelou ansiosa por sua recém-descoberta da independência e liberdade.
Tal qual aos volumes anteriores, esta obra foi descrita como ficção autobiográfica pela crítica, apesar de a autora tê-la caracterizado como autobiografia. Além disso, embora os especialistas de literatura consideram a primeira autobiografia da escritora, intitulada I Know Why the Caged Bird Sings, como mais notabilizada, The Heart of a Woman recebeu críticas positivas. Foi escolhida como parte do clube de livros Oprah's Book Club em 1997.
A crítica Mary Jane Lupton diz que a obra tem "uma estrutura narrativa insuperável na autobiografia americana" e que é a autobiografia "mais introspectiva" da autora. O título é tirado de um poema da poetisa Georgia Douglas Johnson, figura importante do Renascimento do Harlem, o qual conecta Angelou com outras escritoras afro-americanas. O crítico de literatura afro-americana Lyman B. Hagen afirma: "Fiel aos temas contínuos de sobrevivência, senso de identidade e educação continuada, The Heart of a Woman move suas figuras centrais para um ponto de plena personalidade". O livro segue a história dela em vários lugares nos Estados Unidos e na África, mas a viagem mais importante que ela descreve é "uma viagem a mim mesma".

## Antecedentes
The Heart of a Woman, publicado em 1981, é o quarto volume da série de sete autobiografias de Maya Angelou. O sucesso de suas autobiografias anteriores e a publicação de três volumes de poesia já haviam-lhe trazido uma notabilidade considerável em 1981. And Still I Rise, seu terceiro volume de poesia, publicado em 1978, reforçara seu sucesso como escritora. Seu primeiro volume de poesia, Just Give Me a Cool Drink of Water 'fore I Diiie (1971), foi indicado ao Prêmio Pulitzer.
O escritor Julian Mayfield afirma que o trabalho de Angelou criou um precedente não apenas para outras escritoras negras, mas para o gênero de autobiografia como um todo. A autora tornou-se reconhecida e altamente respeitada como porta-voz de negros e mulheres através da escrita de suas histórias de vida. Isso a destacou, conforme as palavras da acadêmica Joanne Braxton, "sem dúvida (...) A autobiógrafa negra mais visível da América."  É considerada uma das primeiras escritoras afro-americanas a discutir publicamente sua vida pessoal e uma das primeiras a usar a si mesma como personagem central em seus livros. A escritora Hilton Als a descreve como pioneira da autoexposição, disposta a se concentrar honestamente nos aspectos mais negativos de sua personalidade e escolhas. Enquanto escrevia sua segunda autobiografia, Gather Together in My Name, Angelou estava preocupada com a forma como seus leitores reagiriam à sua revelação de que tinha sido uma prostituta. Seu marido, Paul Du Feu, convenceu-a a publicá-la, encorajando-lhe "dizer a verdade como escritora" e "ser honesta sobre isso".
Em 1957, ano que marcou sua história de vida contada em The Heart of a Woman, Angelou apareceu em uma teatro de revista off-Broadway que inspirou seu primeiro filme, Calypso Heat Wave, no qual cantou e interpretou suas próprias composições, algo que ela não menciona em seu livro. Naquele mesmo ano, também não foi abordado o lançamento de seu primeiro álbum, Miss Calypso; posteriormente, foi relançado como um CD em 1995. De acordo com Als, Angelou cantou e tocou o gênero musical Calipso porque era popular na época, e não para se desenvolver como artista. Conforme descrito em The Heart of a Woman, eventualmente desistiu de se apresentar para seguir a carreira de escritora e poeta. De acordo com Chuck Foster, que escreveu o encarte de álbum do relançamento de Miss Calypso em 1995, sua carreira musical de calipso é "desconsiderada" e descartada no livro.

### Título do livro
O título de sua quarta autobiografia é inspirado por meio de um poema de Georgia Douglas Johnson, uma escritora notável pelo Renascimento do Halem. O crítico Lyman B. Hagen afirma que, embora o título seja "menos impressionante ou oblíquo do que os títulos de seus livros anteriores", é apropriado porque o poema de Johnson menciona um pássaro engaiolado e fornece uma conexão com a primeira autobiografia de sua autoria, cujo título foi retirado de um poema de Paul Laurence Dunbar. A nomenclatura sugere a dolorosa solidão da autora expõe um dilema espiritual também presente em seu primeiro volume. O uso da metáfora por Johnson têm uma conotação distinta de Dunbar, uma vez seu pássaro é uma fêmea, cujo isolamento é sexual, e não racial. No ponto de vista de James R Saunders, o pássaro engaiolado também pode se referir ao pós-casamento fracassado de Maya Angelou, mas a escritora Mary Jane Lupton alega que "a autora de The Heart of a Woman é muito forte e autodeterminada para ser mantida em uma gaiola".
The Heart of a Woman também mostra que é a primeira vez no qual ela se identifica com outra escritora afro-americana. Suas primeiras influências literárias foram homens como James Weldon Johnson, Paul Laurence Dunbar e William Shakespeare. Angelou afirmou que sempre admirou mulheres escritoras tais quais Anne Spencer, Jessie Fauset, Nella Larsen e Zora Neale Hurston. A escolha do título para este livro é um reconhecimento de seu legado como escritora negra.

## Sinopse

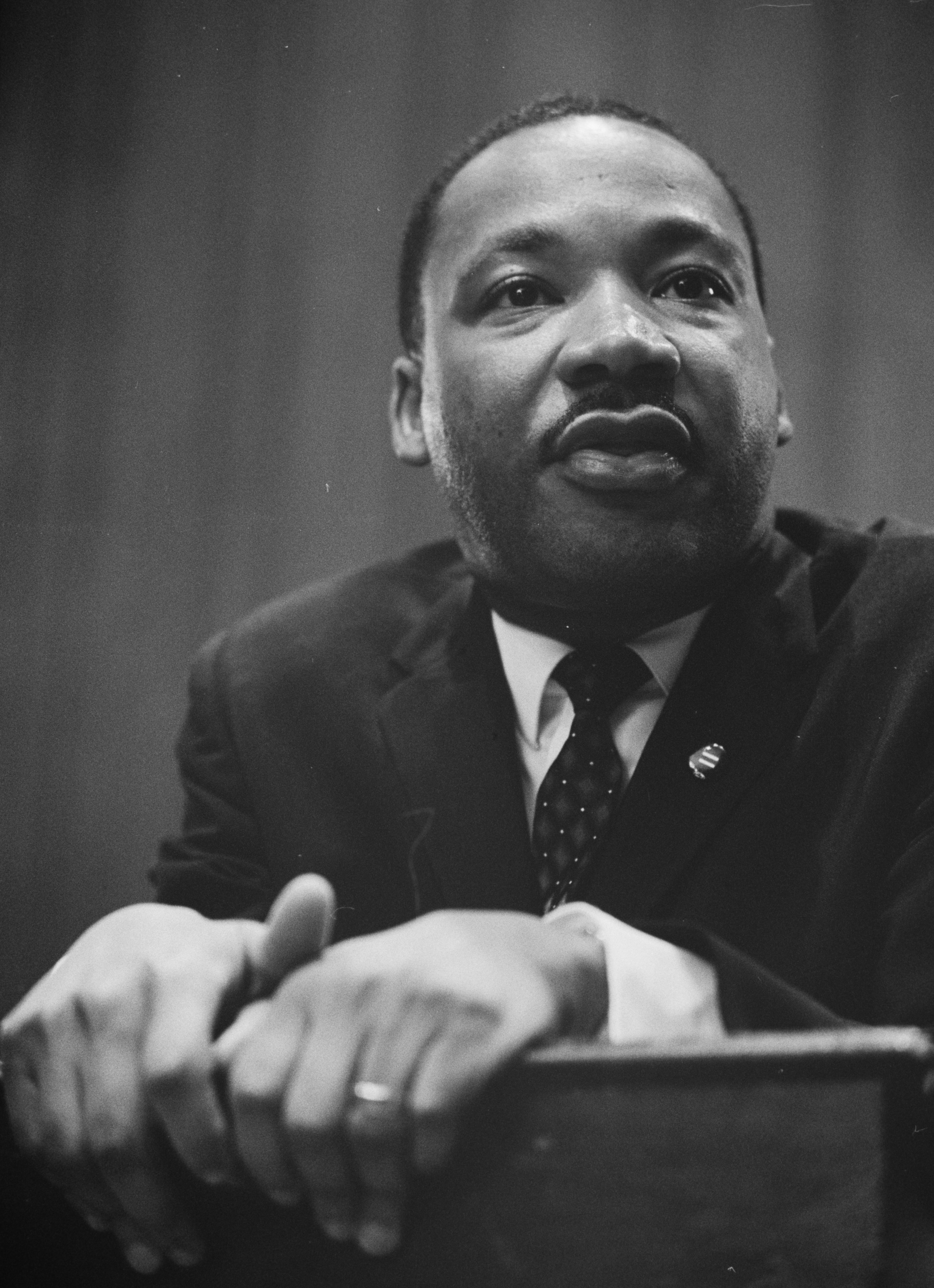
Angelou desenvolveu sua obra para Martin Luther King Jr., na Conferência de Liderança Cristã do Sul

Os acontecimentos registrados em The Heart of a Woman ocorreram entre 1957 e 1962, começando logo após o final da autobiografia anterior, Singin' and Swingin' e Gettin' Merry Like Christmas. Angelou e seu filho adolescente, Guy, mudaram-se para uma comuna em Sausalito, na Califórnia. Depois de um ano, eles se mudam para uma casa alugada perto de San Francisco. A cantora Billie Holiday visita ambos e canta "Strange Fruit", sua notável canção sobre o linchamento de homens negros, para Guy. Ela diz a Angelou: "Você vai ser conhecida. Mas não será para cantar." Em 1959, os dois se mudaram para Nova Iorque. A transição foi difícil para ele, e a mãe foi forçada a protegê-lo de um líder de gangue. Não mais satisfeita em se apresentar em boates, ela se dedica à atuação, à escrita, à organização política e ao filho. Seu amigo, o romancista John Killens, a convida para se juntar ao Harlem Writers Guild. Também conheceu outros importantes artistas e escritores afro-americanos como James Baldwin, que se tornaria seu mentor. Posteriormente, tornaria-se uma escritora com obras publicadas pela primeira vez.
Angelou tornou-se mais ativa politicamente e participou de comícios de protesto afro-americanos e africanos, inclusive ajudando a organizar um protesto na Organização das Nações Unidas após a execução de Patrice Lumumba, o primeiro-ministro deposto da República Democrática do Congo. Ela conhece o ativista Malcolm X e fica impressionada com sua boa aparência e magnetismo. Depois de ouvir Martin Luther King Jr. falar, na presença do amigo dela, o ativista Godfrey Cambridge, os dois foram inspirados a produzir um evento de angariação de fundos bem-sucedido para a Conferência de Liderança Cristã do Sul de King (abreviado do inglês: SCLC), intitulado Cabaret For Freedom. King a escolheu como sua coordenadora de escritório da SCLC em Nova Iorque. Diante disso, atuou na peça The Blacks, de Jean Genet, ao lado de outros nomes como Roscoe Lee Brown, James Earl Jones e Cicely Tyson.
Em 1961, Angelou conhece o lutador da liberdade, o sul-africano Vusumzi Make. Embora nunca tenha se casado com ele, ela e seu filho mudaram-se com Make para Londres e Cairo, onde atuou como sua esposa política enquanto ele estava no exílio. O relacionamento deles é cheio de conflitos culturais; ele imaginava uma esposa africana submissa, enquanto ela preferia a liberdade de uma mulher trabalhadora. Nesse contexto, após descobrir que Make é muito amigável com outras mulheres e irresponsável em lidar com dinheiro, optou por aceitar um cargo de editora assistente no Arab Observer. Seu relacionamento é observado pelos seus amigos, ocasionando-se pela separação. Posteriormente, ao receber um convite de emprego na Libéria, viajou com seu filho para Accra, onde ele conseguiu ingressar na faculdade. Guy fica gravemente ferido em um acidente automobilístico, então ela começa a trabalhar na Universidade de Gana e permanece lá enquanto ele se recupera. The Heart of a Woman termina com Guy indo para a faculdade e a escritora comentando consigo mesma: "Finalmente, poderei comer o peito inteiro de um frango assado sozinha".

## Gênero literário
Todos os sete capítulos da história de vida de Angelou seguem a tradição da autobiografia afro-americana. Começando com I Know Why the Caged Bird Sings, a escritora desafia a estrutura usual da autobiografia criticando, mudando e expandindo o gênero. Em 1989, ela afirmou que é a única escritora séria a escolher a autobiografia para se expressar, mas relata não a história de uma única pessoa, mas do coletivo. O acadêmico Selwyn R. Cudjoe acrescenta que a autora representa, na convenção da autobiografia afro-americana, como um gesto público que fala em prol de um grupo inteiro de pessoas. Seu uso de dispositivos comuns na escrita ficcional, como diálogo, caracterização e desenvolvimento temático, levou alguns críticos a categorizar seus livros como uma ficção autobiográfica.
Todas as autobiografias seguem a estrutura padrão da autobiografia: são escritas por um única autora, são cronológicas e contêm elementos de personagens, técnica e tema. Em uma entrevista de 1983 com a crítica literária Claudia Tate, a autora chama seus livros de autobiografias e, posteriormente, reconheceu que segue a tradição da narrativa escrava ao "falar na primeira pessoa do singular sobre a primeira pessoa do plural, ou seja, sempre dizendo 'eu' para definir 'nós'". Lupton compara The Heart of a Woman com outras autobiografias e afirma que, pela primeira vez no volume literário, ela é capaz de se apresentar como uma modelo de vida bem-sucedida. No entanto, o "coração de mulher" de Angelou — sua perspectiva de mulher com preocupações sobre sua autoestima e os conflitos com seus amantes e seu filho — é o que torna sua autobiografia diferente. Os sentimentos dela registrados em The Heart of a Woman, que Lupton chama de livro "mais introspectivo" da escritora, são o que dita o gênero do livro.
Angelou reconhece que há aspectos de ficção em todos os seus livros, que diferenciam seu trabalho das autobiografias "verdadeiras" mais tradicionais. Sua abordagem é paralela às convenções de muitas autobiografias afro-americanas escritas durante o período abolicionista nos EUA, quando a verdade era frequentemente censurada para fins de autoproteção. Lyman B. Hagen a coloca entre as escritoras tradicionais da autobiografia afro-americana, mas insiste que ela criou uma interpretação única da forma autobiográfica. Em uma entrevista de 1998 com o jornalista George Plimpton, a autora discutiu seu modelo de escrita e "a noção, às vezes escorregadia, da verdade na não ficção" e memórias. Quando foi questionada se já alterou os acontecimentos para melhorar sua história, afirma: "Às vezes faço um diâmetro a partir de uma composição de três ou quatro pessoas, porque a essência em apenas uma pessoa não é suficientemente forte para ser escrita". A escritora nunca admitiu ter mudado os fatos em suas histórias. Hagen afirma: "Pode-se supor que 'a essência dos dados' está presente no trabalho da profissional", e que foi usado aspectos da escrita na ficção para tornar suas representações de eventos e pessoas mais interessantes. O editor de longa data dela, Robert Loomis, disse que poderia reescrever qualquer um de seus livros mudando a ordem de seus fatos para causar um impacto diferente no leitor.
The Heart of a Woman é semelhante aos volumes anteriores de Angelou porque é narrado do ponto de vista íntimo de uma mulher e de uma mãe, mas a essa altura, ela pode se referir a eventos que ocorreram em seus livros anteriores. A escritora tornou-se uma autobiógrafa em série, algo que Lupton chama de "uma estrutura narrativa insuperável na autobiografia americana". Além disso, baseou-se seus trabalhos anteriores com êxito, e pôde construir sobre os temas que já explorados; por exemplo, quando ameaçou o líder da gangue que estava continuamente ameaçando seu filho, fruto de um episódio relevante quando considerado à luz do estupro que Angelou sofreu, narrado em I Know Why the Caged Bird Sings. Lupton chama o comportamento violento dela de um "esforço inconsciente para reescrever sua própria história".

## Modelo de escrita

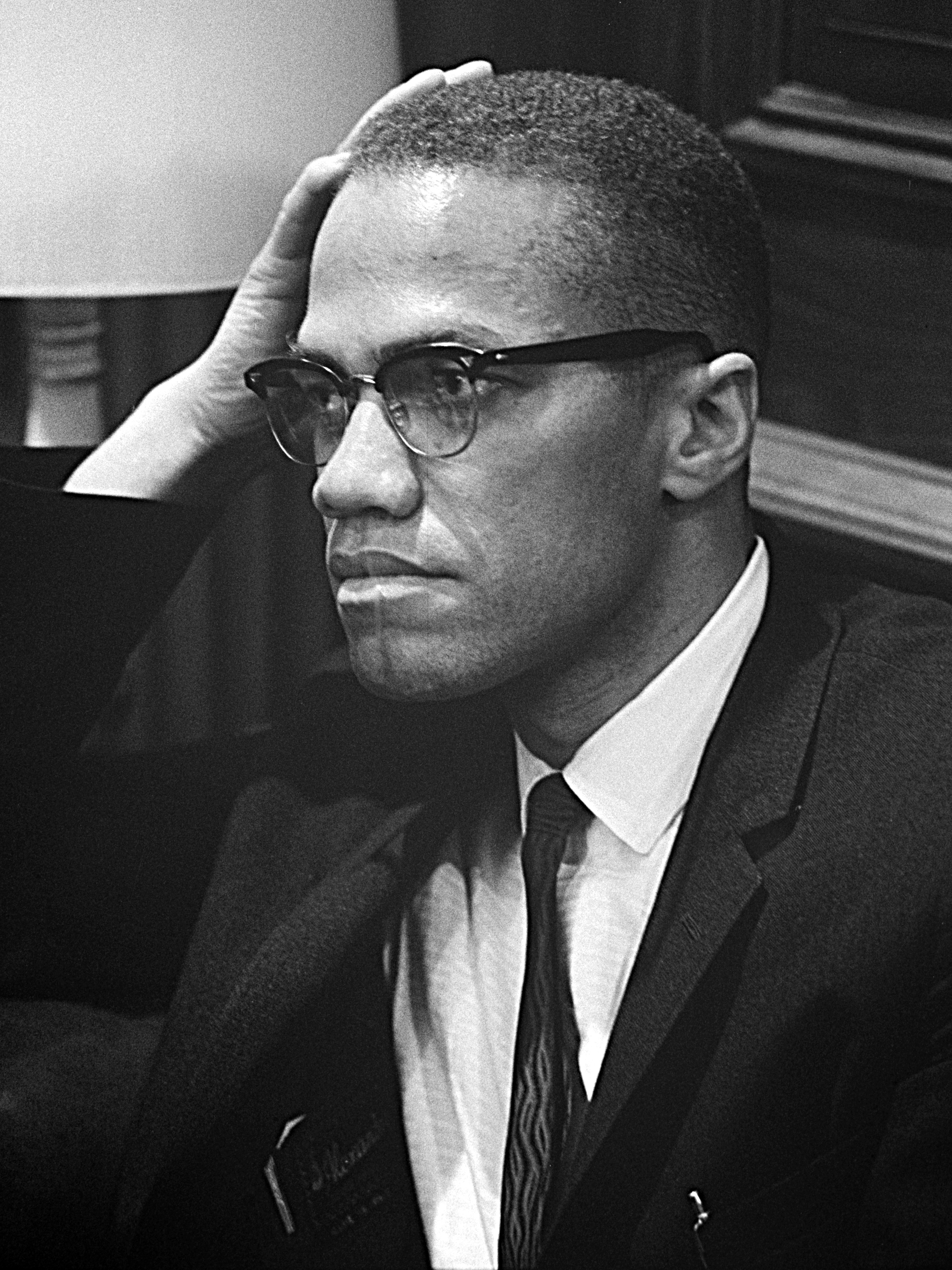
Angelou descreve as impressões do ativista Malcolm X em The Heart of a Woman

Angelou não começa a criar sua própria narrativa até The Heart of a Woman, que depende menos das convenções da ficção do que seus livros anteriores. Por exemplo, há menos diálogo e menos episódios dramáticos. The Heart of a Woman é mais inspirador do que seus antecessores devido às soluções dos conflitos dela com base em seu papel como mãe e no sucesso como artista.
A escritora aperfeiçoa o uso da vinheta literária em The Heart of a Woman para apresentar a seus amigos e colegas mais próximos. Duas de suas vinhetas mais desenvolvidas neste livro são de Billie Holiday e Malcolm X. As vinhetas de quem ela conhecia bem, como Vusumzi Make, também apresentam suas interações e relacionamentos. Hagen afirma que, embora "conversa franca parecesse ser quase um requisito para um livro de sucesso comercial" no início dos anos 1980, Angelou valoriza a monogamia, a fidelidade e o compromisso em seus relacionamentos.
Pela única vez nesta série, ela descreveu o acidente de seu filho, em detalhes, tanto no final deste livro quanto no início de seu próximo, All God's Children Need Traveling Shoes, uma técnica que centraliza os dois livros, conecta-os entre si, cria uma ligação forte e emocional entre eles e repete o padrão de Angelou de terminar cada livro com uma nota positiva. Neste livro, a escritora conclui com um olhar esperançoso para o futuro, uma vez que seu filho alcançou sua independência, e aguarda ansiosamente pela liberdade dela. Hagen escreve: "Fiel aos temas contínuos de sobrevivência, senso de identidade e educação continuada, The Heart of a Woman move suas figuras centrais para um ponto de plena personalidade".

## Temáticas abordadas

### Raça humana
A raça humana, conforme abordado em outros volumes da série autobiográfica, é um tema central em The Heart of a Woman. O livro começa com Angelou e Guy vivendo em uma comunidade experimental com brancos, tentando participar da nova abertura entre negros e brancos. Ela não está completamente confortável com o arranjo, assim como, também nunca escolheu seus colegas de quarto, mesmo que "escolher" tenha sido um tema importante em seus livros até agora. Na maioria das vezes, a escritora conseguia se dar bem com os brancos, embora esta discussão tenha gerado preconceito quando precisou da ajuda de amigos brancos para alugar uma casa em um bairro isolado. Hagen destacou a maneira como a autora descreveu os brancos, e preferiu demonstrar otimismo ao tratar de respeito igualitário após ler o livro. A autora, por outro lado, continuou mantendo sua acusação à estrutura do poder branco e seus protestos contra a injustiça racial.
Angelou tornou-se mais politizada e desenvolveu um novo sentido de identidade negra. Até a decisão de deixar a indústria do entretenimento e seguir o ativismo político. Ela se vê como uma historiadora social e cultural de seu tempo e dos direitos civis e do movimento literário negro do final da década de 1950 e início dos anos 1960. Foi mais atraída pelas causas dos militantes negros nos Estados Unidos e na África, a ponto de se relacionar com um militante significativo, e se torna mais comprometida com o ativismo. Durante esse período, tornou-se uma manifestante política ativa, embora não se vê dessa maneira. Ademais, coloca o foco em si mesma e usa o trabalho autobiográfico para demonstrar como o movimento dos direitos civis a influenciou. De acordo com Hagen, as contribuições dela para os direitos civis como um evento beneficente de fundos e organizador do SCLC foram bem-sucedidas e "notavelmente eficazes".

### Viagem

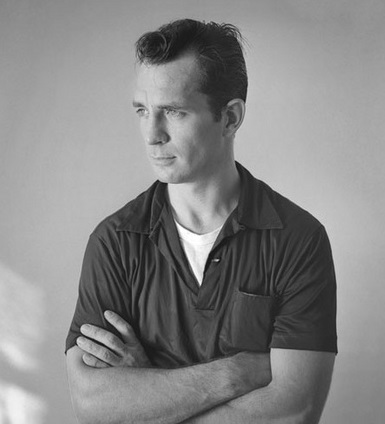
Jack Kerouac, 1956. A viagem é uma das temáticas de Angelou em The Heart of a Woman, paralelos aos temas de Kerouac em seu romance On the Road

A viagem é uma temática comum na autobiografia americana como um todo; McPherson escreve que é uma espécie de mito nacional para os americanos como povo. Esse também é o caso da autobiografia afro-americana, que tem suas raízes na narrativa escrava. The Heart of a Woman tem três cenários primários — a área da baía de São Francisco, Nova Iorque e Egito — e dois secundários — Londres e Accra.
Como todos os livros da autora, a estrutura de The Heart of a Woman é baseada em uma viagem. A escritora enfatiza a temática do movimento abrindo seu livro com um espiritual ("The ole ark's a-moverin'"), que McPherson chama de "a música tema dos Estados Unidos em 1957". Este espiritual, que contém uma referência à Arca de Noé, apresenta a autora como um tipo de Noé e demonstra sua espiritualidade. É mencionado um romance de 1951 de Allen Ginsberg e Jack Kerouac, On the Road, conectando assim sua própria jornada e incerteza sobre o futuro com as viagens de figuras literárias. Mesmo que tenha viajado para a África para um relacionamento, ela faz uma conexão com o continente. Lupton afirma: "A África é o local de seu crescimento". O tempo em que Angelou esteve na África a torna mais consciente de suas raízes africanas enquanto procura o passado de seus avós. Embora o livro registra viagens para muitos lugares, a autora descreve o percurso mais importante como "uma viagem ao eu".

### Escrita

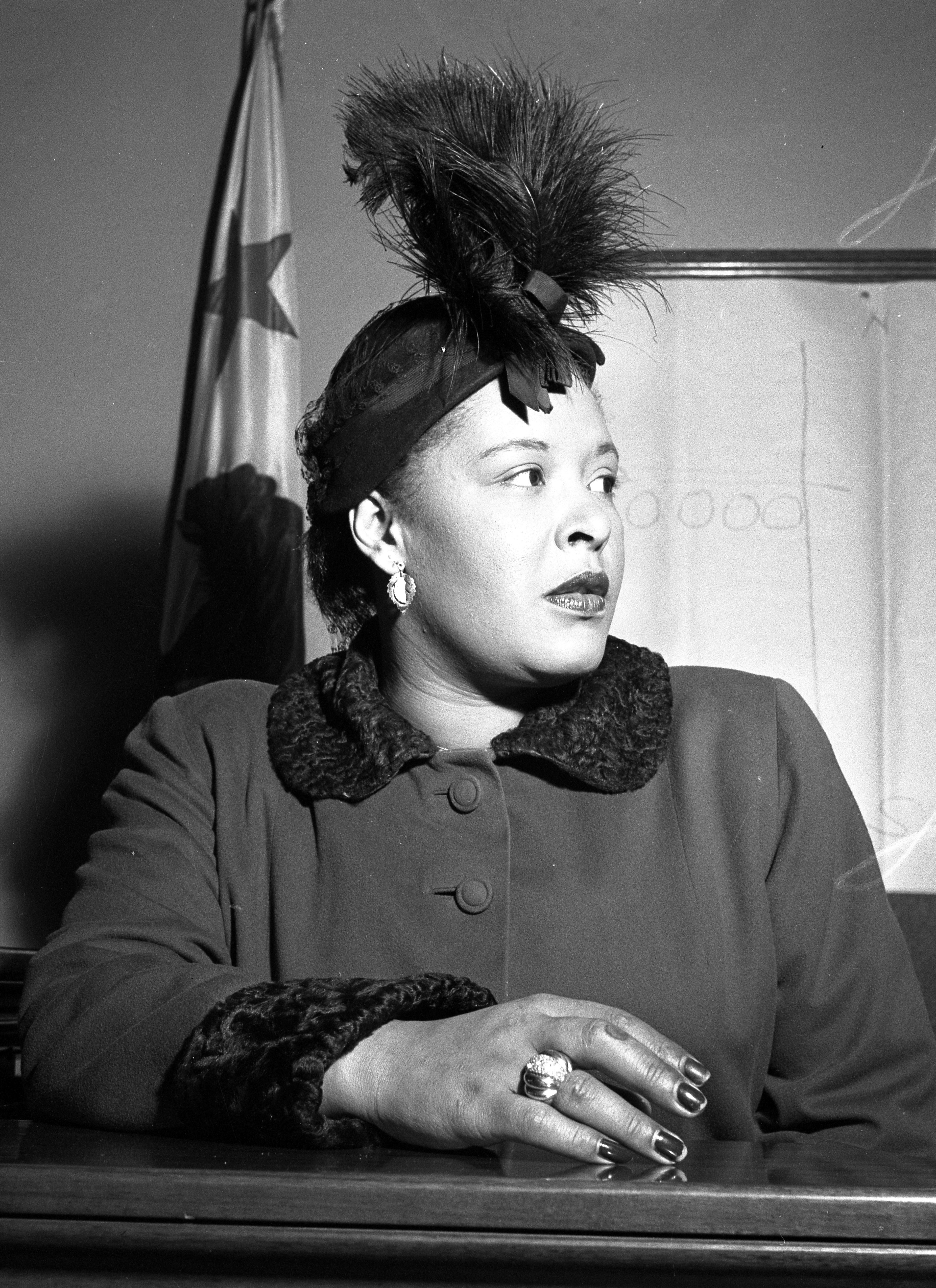
Billie Holiday, 1949. Holiday diz a Angelou em The Heart of a Woman: "Você vai ser conhecida. Mas não será para cantar."

O papel principal de Angelou em Singin' and Swingin' e Gettin' Merry Like Christmas foi o de artista de palco, mas em The Heart of a Woman, ela muda o modelo de escrita ao trocar o método de expressão de terceiros — as canções e danças da África, Caribe e as tradições afro-americanas — para dar importância a própria escritora. A autora toma essa decisão por motivos políticos, pois se envolve mais com o movimento pelos direitos civis e para que possa cuidar de seu filho. Pela primeira vez nas autobiografias de sua autoria, começou a pensar em si mesma como escritora e relata seu desenvolvimento literário. Angelou começa a se identificar com outras escritoras negras pela primeira vez em The Heart of a Woman. Foi influenciada por vários escritores desde sua infância, mas esta é a primeira vez que mencionou autoras femininas. Até este ponto, sua identificação tem sido com escritores do sexo masculino; suas novas afiliações com escritoras se devem ao feminismo emergente.
O conceito de si mesma como artista mudou após seu encontro com Billie Holiday. Até aquele ponto, a carreira dela era mais sobre fama do que sobre arte; Als afirma: "Desenvolver sua arte não era o ponto". Als também diz que a carreira ocupada da profissional, em vez de revelar sua ambição, mostra "uma mulher que é apenas moderadamente talentosa e perpetuamente incapaz de entender quem ela é". Apesar dos erros de sua juventude, precisava da aprovação e aceitação dos outros, e observa que Holiday foi capaz de perceber isso. Holiday diz a ela: "Você vai ser conhecida. Mas não será para cantar". Quando começou a escrever esboços, canções e contos, mostrou seu trabalho para seu amigo John Killens, que a convida para Nova Iorque, visando desenvolver suas habilidades de escrita. Posteriormente, juntou-se com Harlem Writers Guild e recebeu feedback de outros autores afro-americanos, como Killens, Rosa Guy e o escritor caribenho Paule Marshall, que eventualmente faria contribuições significativas para a literatura afro-americana. Nesse contexto, dedicou-se aprimorar seu ofício, obrigando a compreender os aspectos técnicos da escrita. Lupton escreve: "Os leitores podem realmente imaginar neste volume o distinto artista que se torna o Maya Angelou da década de 1990".

### Maternidade
A maternidade, tema presente nas autobiografias de sua autoria, tornou-se mais complexa em The Heart of a Woman. Embora Guy lute com o processo de separação do adolescente de sua mãe, apropriado para o desenvolvimento, eles permanecem próximos. Muitos anos de experiência como mãe e seu sucesso como escritora, atriz e ativista permitiram que Angelou se comportasse com mais competência e maturidade, profissionalmente e como mãe. Sua autoconfiança se torna uma parte importante de sua personalidade. Conflitos do passado envolvendo sua vida profissional e pessoal foram resolvidas, e ela cumpriu sua promessa a Guy que fez a ele no final de sua autobiografia anterior de que eles nunca mais se separariam. Lupton alega que o conflito fosse resolvido, isto é, subordinando suas necessidades às de seu filho.
Lupton também acrescentou que a maternidade é importante nos livros da autora, assim como "o motivo da mãe responsável". O compromisso de Angelou em cuidar de seu filho é revelado em seu confronto com o líder de gangue de rua que ameaçou Guy. Neste episódio, que Lupton considera o mais dramático do livro, ela tornou-se uma mãe poderosa. Como não está mais dividida pela dúvida, mas agora é uma mãe negra forte e agressiva. Joanne Braxton intitulou a biografada como uma "mãe indignada", que representa a força e a dedicação da mãe negra encontrada ao longo das narrativas escravas. Lupton também escreve que a escritora foi uma reencarnação de sua avó, uma figura central em Caged Bird.
No final de The Heart of a Woman, Angelou está sozinha; por exemplo, depois que Guy se recupera do acidente de carro, ele a deixa para ir à faculdade. A palavra final no livro é o negativo "eu mesma", uma palavra que significa a recém-descoberta liberdade e independência da escritora. Posteriormente, tornou-se verdadeiramente como independente e não é mais definida como a esposa ou mãe de alguém. A acadêmica Wallis Tinnie intitulou esse momento como "transcendência ilusória" e "uma cena de esperança e conclusão". Pela primeira vez em muitos anos, a escritora poderá comer um peito de frango sozinha, algo que é valorizado em seus livros. Lupton chama esse pensamento de "perfeitamente formado". Tinnie afirma que a "dor solitária" de The Heart of a Woman remete ao poema que inspirou o título do livro.

## Repercussão e crítica

Maya Angelou recitando seu poema "On the Pulse of Morning" na posse do presidente Bill Clinton em 1993

Os críticos deram críticas positivas a The Heart of a Woman, elogiando suas qualidades profissionais. A revista Choice, da American Library Association, diz que, embora Caged Bird tenha sido a melhor das autobiografias da autora, "todos os livros desde então valeram muito a pena ser lidos e ponderados". Janet B. Blundell escreveu que o livro foi "vivo, revelador e vale a leitura", mas também o achou "muito falador e anedótico". Hagen respondeu a essa crítica afirmando que todos os livros de Angelou consistem em episódios conectados por tema e personagem. Sheree Crute, escrevendo para a revista Ms., apreciou a natureza episódica da escrita e a elogiou por suas "habilidades de contar histórias maravilhosamente não afetadas". Cudjoe chamou de "o segmento mais político da declaração autobiográfica de Angelou".
Em 1993, Angelou recitou seu poema "On the Pulse of Morning" na posse do presidente Bill Clinton; na semana seguinte, as vendas de seus trabalhos, incluindo The Heart of a Woman, aumentaram de 300% a 600%. A editora Bantam Books imprimiu 400 000 cópias de seus livros para atender à demanda. A Random House, que publicou os livros de capa dura da escritora e o poema no final daquele ano, informou que vendeu mais livros dela em janeiro de 1993 do que em todo o ano de 1992, marcando um aumento de 1 200%. Em 1997, a amiga dela, Oprah Winfrey, escolheu The Heart of a Woman como uma seleção de seus livros, tornando-o um best-seller e aumentando sua impressão total para mais de um milhão de cópias, dezesseis anos após seu lançamento.